# U-20-Afrika-Cup der Frauen
Der U-20-Afrika-Cup der Frauen (bis 2015 U-20-Afrikameisterschaft der Frauen), offiziell Africa U20 Women’s Cup of Nations (bis 2015 African U20 Women’s Championship), ist ein Fußballturnier zwischen den besten Mannschaften Afrikas für weibliche Fußballspieler unter 20 Jahren, das fast ausschließlich der Qualifikation für die U-20-Fußball-Weltmeisterschaft der Frauen dient. Im Jahr 2002 wurde das Turnier erstmals ausgerichtet. Dort wurden eine Vorrunde, Viertel- und Halbfinale sowie ein Finale um den Turniersieg und einzigen Qualifikationsplatz für die U-20-Weltmeisterschaft ausgetragen.
Seither findet es im Zweijahresrhythmus statt, so dass die qualifizierten Teams für die jeweils folgenden WM-Turniere qualifiziert sind. Der Wettbewerb wird im K.-o.-System mit Hin- und Rückspielen ausgetragen, wobei seit der Aufstockung der WM auf 16 Teams 2006 auf die Ausrichtung eines Finals verzichtet wird, so dass die beiden siegreichen Halbfinalisten für die Weltmeisterschaft qualifiziert sind.

## Die Turniere im Überblick
| Jahr                                    | Gastgeber | Finale        | Finale              | Finale                            | Spiel um Platz drei | Spiel um Platz drei   | Spiel um Platz drei            |
| Jahr                                    | Gastgeber | Sieger        | Ergebnisse          | 2. Platz                          | 3. Platz            | Ergebnisse            | 4. Platz                       |
| --------------------------------------- | --------- | ------------- | ------------------- | --------------------------------- | ------------------- | --------------------- | ------------------------------ |
| 2002 Details                            | –         | Nigeria       | 6:0 / 3:2           | Südafrika                         |                     | nicht ausgetragen     |                                |
| 2004 Details                            | –         | Nigeria       | 1:0 / 0:0           | Südafrika                         |                     | nicht ausgetragen     |                                |
| ab 2006 nur bis zum Halbfinale gespielt |           |               |                     |                                   |                     |                       |                                |
| Jahr                                    | Gastgeber | 1. Halbfinale | 1. Halbfinale       | 1. Halbfinale                     | 2. Halbfinale       | 2. Halbfinale         | 2. Halbfinale                  |
| Jahr                                    | Gastgeber | Sieger        | Ergebnis            | Verlierer                         | Sieger              | Ergebnis              | Verlierer                      |
| 2006 Details                            | –         | Nigeria       | nicht stattgefunden | Ghana und Kamerun disqualifiziert | DR Kongo            | nicht stattgefunden   | Äquatorialguinea zurückgezogen |
| 2008 Details                            | –         | Nigeria       | 3:2 / 2:0           | Ghana                             | DR Kongo            | 1:3 / 2:0             | Südafrika                      |
| 2010 Details                            | –         | Nigeria       | 5:3 / 7:0           | Südafrika                         | Ghana               | 2:0 / 3:0             | DR Kongo                       |
| 2012 Details                            | –         | Nigeria       | 4:0 / 3:0           | DR Kongo                          | Ghana               | 3:1 / 4:1             | Tunesien                       |
| 2014 Details                            | –         | Nigeria       | 6:0 / 1:0           | Südafrika                         | Ghana               | 0:1 / 1:0 (4:3 i. E.) | Äquatorialguinea               |
| 2015 Details                            | –         | Nigeria       | 2:1 / 1:0           | Südafrika                         | Ghana               | 2:2 / 4:0             | Äthiopien                      |
| 2018 Details                            | –         | Nigeria       | 2:0 / 6:0           | Südafrika                         | Ghana               | 1:1 / 3:0             | Kamerun                        |
| 2022 Details                            | –         | Nigeria       | 3:1 / 4:1           | Senegal                           | Ghana               | 3:0 / 2:1             | Äthiopien                      |